# Pitulník postříbřený
Pitulník postříbřený (Galeobdolon argentatum) je středně vysoká, žlutě kvetoucí bylina s nápadnou stříbřitě bílou kresbou na listech. Je to druh z rozsahem malého, nedávno zavedeného rodu pitulník. V České republice je považován za zdomácnělý neofyt, který se do volné přírody dostal záměrnou lidskou činností.
Jeho původ je neznámý a není jisto, zda se jedná o náhodně vzniklou mutaci nebo je výsledkem cíleného šlechtěni. Poprvé byl popsán z našeho území (z Brněnska) českým botanikem Miroslavem Smejkalem v roce 1975.

## Rozšíření
Druh se pěstuje ve většině evropských zemí jako dekorativní, půdopokryvná rostlina vysazovaná na zastíněných plochách hřbitovů, parků a rozlehlejších zahrad. Občas zplaňuje a dostává se mimo vyhrazený areál, kde za příhodných podmínek, dostatku vlhkosti a kypré výživné půdy vytváří souvislé porosty. Ve volné přírodě nejčastěji roste v nížinách a středních nadmořských výškách.

## Popis
Vytrvalé rostliny s vystoupavými nebo přímými, nevětvenými lodyhami dorůstající obvykle do 20 až 45 cm. Lodyha je dutá, mírně čtyřhranná a v její spodní části rostou na hranách hustě a na plochách řídce dolů směřující chlupy. Lodyha je porostlá křižmostojnými listy s dlouhými řapíky, které mají čepele vejčité, trojúhelníkovité nebo okrouhlé, bývají dlouhé 3 až 8 cm a široké 2 až 4 cm. Čepele jsou na bázi okrouhlé nebo mělce srdčité, po okraji nepravidelně jednoduše nebo dvojitě zoubkované a koncový zub bývá krátký a tupý. V horní části lodyhy listy přecházejí v listeny, které jsou znatelně užší. Listy i listeny mají na lícní straně, souměrně podél střední žilky, stříbřitou kresbu o ploše poloviny až třech čtvrtin plochy čepele. Z vodorovného oddenku rostou až 1 m dlouhé poléhavé až plazivé kořenící odnože, které přezimují; listy mají obdobného tvaru jako jsou na lodyze.
V paždí dvou až pěti řad listenů vyrůstají v lichopřeslenech, po pěti až deseti, zlatožluté dvoupyské oboupohlavné květy. Pět trojúhelníkovitých zubů kalichu se štětinkami na konci je v době plodů 12 až 15 mm dlouhých. Žlutá koruna, velká 20 až 25 mm, má horní eliptický pysk široce klenutý a spodní trojcípý pysk nestejně dělený s hnědými skvrnami. Čtyři 20 až 28 mm dlouhé tyčinky nesou tmavě hnědé prašníky. Svrchní semeník je vytvořen ze dvou plodolistů a má jedinou čnělku s bliznou. Kvete od dubna do května. Květy obsahují nektar a nejčastěji jsou opylovány čmeláky. Pitulník postříbřený je tetraploidní druh 2n = 36.
Plody jsou čtyři černé a vejčité tvrdky 4 až 5 mm dlouhé. Druh se obvykle rozšiřuje svými kořenícími odnoženi nebo oddělky oddenku.

## Možnost záměny
Pitulník postříbřený se od ostatních druhů nejlépe odliší charakteristickou kresbou na listech. Tu vytváří souvislý klikatý pruh po obou stranách okolo střední žilky listů i listenů. Stříbrné zbarvení je nejnápadnější v chladných měsících, tehdy se rubová strana listů zabarvuje do kaštanově hnědého odstínu a ten proniká i na lícovou stranu.
Stříbřité zbarvení na listech se může občas objevit i ostatních pitulníků. U těch se ale projevuje jako jednotlivé, od sebe oddělené skvrny, které obvykle nebývají na všech listech.

Porost pitulníku postříbřeného
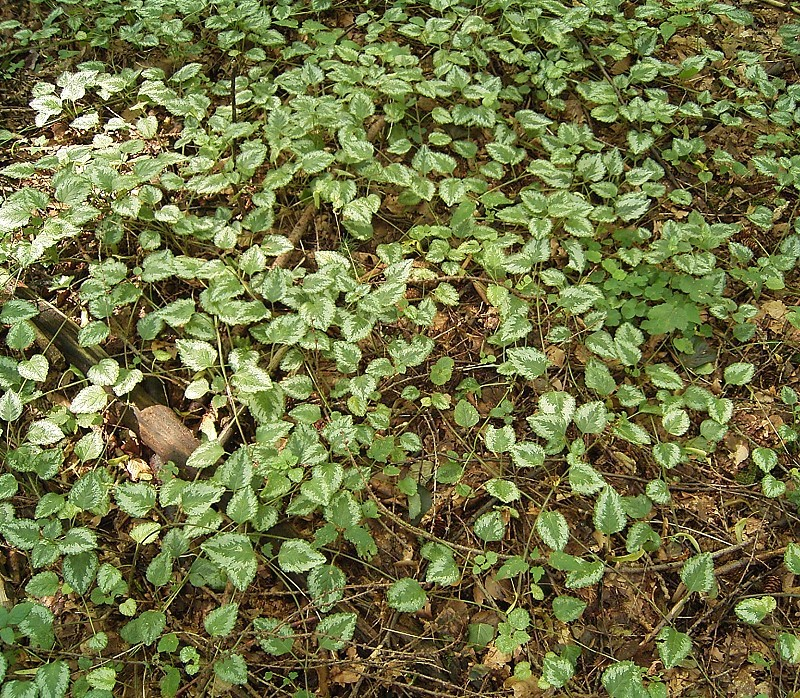
Kořenící výběžky